# Ли Сунджа
Ли Сунджа (кор. 이순자); 24 марта 1939, Чанчунь, Маньчжоу-Го, Японская империя) — первая леди Республики Корея (1 сентября 1980 г. — 24 февраля 1988).

## Биография
После обретения Кореей независимости от японского владычества в 1945 году с семьёй вернулась на Корейский полуостров. Ее отец был офицером южнокорейской армии и участвовал в Корейской войне.
В 1957 году изучала медицину в женском университете Ихва, но отказалась от своей мечты стать врачом и в 1958 году вышла замуж за армейского офицера Чон Ду Хвана, ставшего в 1980 году Президентом Южной Кореи.
Позже закончила Университет Ёнсе.
Сопровождал мужа на всех публичных мероприятиях. Проявляла большой интерес к вопросам образования и внесла существенный вклад в развитие дошкольного образования и детской кардиохирургии. 
В 1980-х годах, когда в Южной Корее начался переход с чёрно-белого на цветное телевидения, первая леди, одевавшаяся в великолепные костюмы и традиционные платья, вызывала у корейцев гордость за страну. Позже, когда Чун Ду Хван был у власти, экстравагантное поведение Ли Сунджа стали социальной проблемой и подверглись критике со стороны южнокорейского общества.
После отставки с поста президента мужа Чон Ду Хвана, оказалась опале. Его самого и его семью подозревали в коррупции. 23 ноября 1988 года вместе с мужем была вынужден поселиться в буддийский монастырь Пэктамса, где провела два года. В мае 2006 года Ли была вызвана в Центральное следственное управление Южной Кореи по подозрению во владении незаконных сбережений на сумму около 13 миллиардов вон. При этом семье всё ещё предстоит выплатить гигантскую сумму в $ 370 млн, украденную Чон Ду Хваном в своё время из бюджета страны. Семья Ли и Чуна до сих пор выплачивает этот долг .